# Le Voyage à Niklashausen
Pour plus de détails, voir Fiche technique et Distribution.
Le Voyage à Niklashausen (Die Niklashauser Fart) est un téléfilm allemand réalisé par Rainer Werner Fassbinder et Michael Fengler, diffusé en 1970.

## Fiche technique
- Titre : Le Voyage à Niklashausen
- Titre original : Die Niklashauser Fart
- Réalisation : Rainer Werner Fassbinder et Michael Fengler
- Scénario : Rainer Werner Fassbinder et Michael Fengler
- Musique : Peer Raben
- Photographie : Dietrich Lohmann
- Montage : Thea Eymèsz et Rainer Werner Fassbinder
- Décors : Kurt Raab
- Pays d'origine : Allemagne
- Format : Couleurs - Mono
- Genre : Drame
- Date de diffusion : 1970

## Distribution
- Michael König : Hans Boehm
- Hanna Schygulla : Johanna
- Margit Carstensen : Margarethe
- Franz Maron : Le mari de Margarethe
- Michael Gordon : Antonio
- Günther Kaufmann : Chef des fermiers
- Siggi Graue : 1er paysan
- Michael Fengler : 2e paysan
- Elga Sorbas : La jeune fille évanouie
- Carla Aulalu : La jeune fille épileptique
- Kurt Raab : Évêque
- Peter Berling : Bourreau
- Ingrid Caven : Fille qui crie
- Peer Raben : Monseigneur
- Rainer Werner Fassbinder : Le moine noir
- Walter Sedlmayr : Le prêtre
- Günther Rupp : Le conseiller
- Karl Scheydt : Bourgeois de Niklashausen
- Magdalena Montezuma : Penthesilea